# سان نت
شرکت مهندسین پیشبرد ارتباطات لسان با نام اختصاری سان‌نت (به انگلیسی: SUNNET ) یک شرکت ایرانی فعال در حوزه‌ی فناوری اطلاعات و ارتباطات است که از سال ۱۳۸۲ فعالیت خود را آغاز کرده‌است. این شرکت با تمرکز بر ارائه‌ی خدمات اینترنت پرسرعت، پهنای باند اختصاصی، ارتباطات بی‌سیم و راهکارهای زیرساخت شبکه، یکی از ارائه‌دهندگان مطرح خدمات ارتباطی در مناطق صنعتی و سازمانی کشور به شمار می‌رود.
تاریخچه
سان‌نت در سال ۱۳۸۲ با هدف توسعه‌ی زیرساخت‌های ارتباطی در مناطق فاقد پوشش مناسب اینترنت و مخابرات تأسیس شد. این شرکت با استفاده از فناوری‌های بی‌سیم، توانست خدمات اینترنتی را به شهرک‌های صنعتی، سازمان‌ها، شرکت‌های خصوصی و دفاتر متعدد در نقاط مختلف کشور ارائه دهد.
دفتر مرکزی این شرکت در تهران واقع شده و با شماره ثبت ۱۵۵۰ به ثبت رسیده است. مدیرعامل کنونی شرکت احسان اصفهانی است.
خدمات
سان‌نت خدمات متنوعی در حوزه‌ی ارتباطات و شبکه ارائه می‌دهد که مهم‌ترین آن‌ها عبارت‌اند از:
• اینترنت پرسرعت بی‌سیم (Wireless Broadband)
• پهنای باند اختصاصی (Dedicated Bandwidth)
• طراحی، اجرا و پشتیبانی شبکه‌های LAN و WAN
• خدمات دیتاسنتر، میزبانی وب (Hosting) و سرور اختصاصی
• راه‌اندازی شبکه‌های ارتباطی بین‌دفاتری (Point-to-Point و MPLS)
• راهکارهای ارتباطی برای شهرک‌های صنعتی و مناطق دور از مرکز
مزیت‌های رقابتی
سان‌نت به دلیل تخصص در ارائه خدمات در مناطق صنعتی و نواحی با دسترسی محدود به زیرساخت‌های سنتی، توانسته است جایگاه خاصی در بازار خدمات سازمانی پیدا کند. این شرکت با طراحی و پیاده‌سازی دکل‌های محلی، امکان ارائه اینترنت پایدار و امن را حتی در نقاطی که تحت پوشش اپراتورهای دیگر نیستند، فراهم کرده است.
مجوزها و تأییدیه‌ها
سان‌نت مجوز رسمی ISP خود را در سال 1384 از سازمان تنظیم مقررات و ارتباطات رادیویی (رگولاتوری) دریافت کرد و فعالیت‌های خود را مطابق با ضوابط این نهاد انجام می‌دهد. همچنین این شرکت در اجرای پروژه‌های شبکه و زیرساخت، استانداردهای لازم در حوزه امنیت، کیفیت خدمات و تجهیزات فنی را رعایت می‌کند.
همکاری‌ها و پروژه‌ها
این شرکت در طی فعالیت خود، پروژه‌های متعددی را برای سازمان‌های دولتی، شرکت‌های خصوصی، و شهرک‌های صنعتی به انجام رسانده است. از جمله خدمات آن می‌توان به ایجاد شبکه‌های امن، انتقال داده بین دفاتر مختلف یک مجموعه، و راه‌اندازی ارتباطات پرسرعت در مناطق فاقد فیبر نوری اشاره کرد.